# 圣多美和普林西比

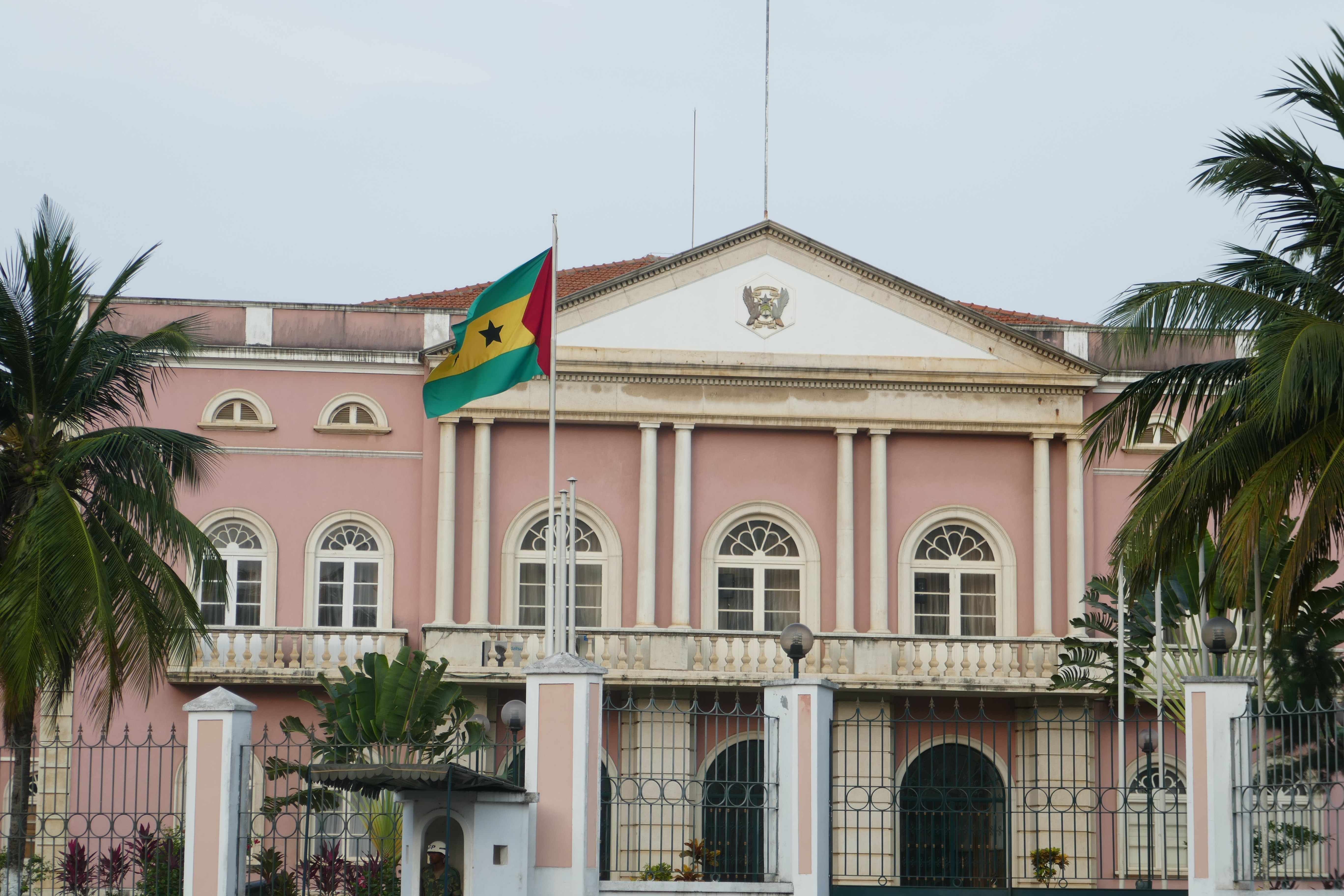
圣多美和普林西比总统府

圣多美和普林西比民主共和国（葡萄牙語：República Democrática de São Tomé e Príncipe），通稱聖多美和普林西比（São Tomé e Príncipe），是位于中非西部的岛国，由圣多美岛、普林西比岛和附近一些礁、屿组成。面积1,001平方公里。人口约90%居住在圣多美岛。居民主要是班图人，还有混血穆拉托人和印度人，葡萄牙语为官方语言，原为葡萄牙殖民地。1975年7月12日独立，成立民主共和国。圣普是世界上被除名的最低度開發國家之一。

## 歷史

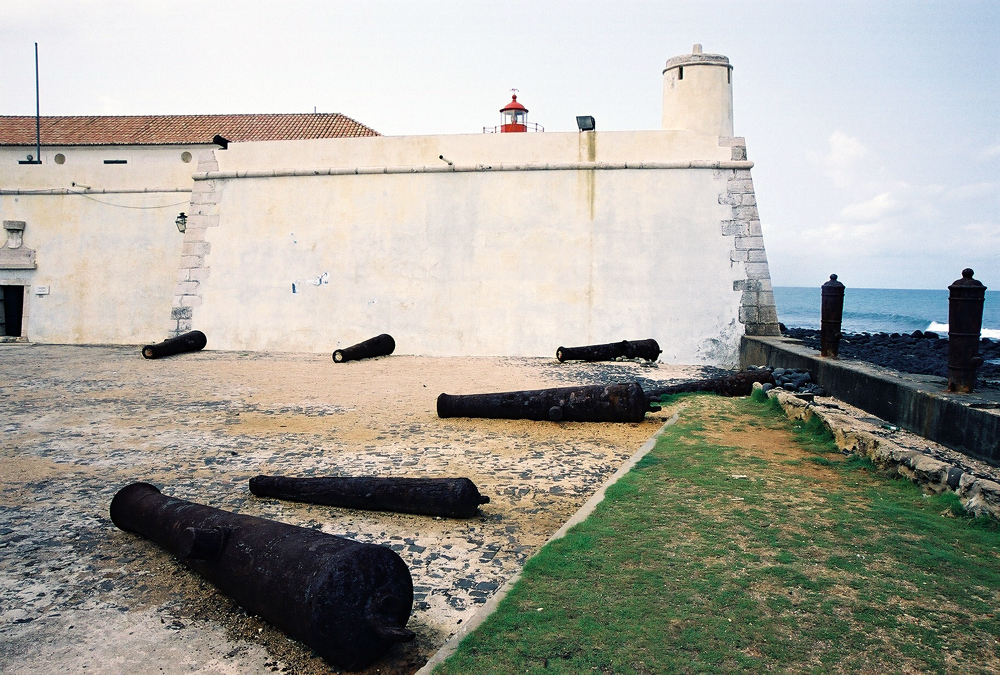
由葡萄牙人建造的聖多美碉堡

聖多美普林西比在1469到1472年之間被葡萄牙人發現。阿瓦盧·卡米尼亞在1493年於聖多美島成功建立殖民地，他也得到這塊土地為賞賜。普林西比島的殖民於1500年也在類似的安排之下開始。葡萄牙殖民者利用奴隸的勞力在16世紀中葉將聖多美普林西比變成了非洲最重要的砂糖出口地。聖多美島從1522年開始直接受葡萄牙王國統治，普林西比島則是從1573年開始直接受葡萄牙王國統治。
砂糖產業在隨後的一百年間沒落。到十七世紀中葉，聖多美只是一個補給船隻用的停靠港而已。十九世紀早期，引進了兩種經濟作物：咖啡與可可。當地肥沃的火山土壤特別適合這些新的經濟作物，於是出現了許多莊園（roça）。由葡萄牙公司或是不在當地的地主所擁有的莊園幾乎佔據了當地所有好的農田。到了1908年，聖多美成了世界最大的可可產地，可可到現在還是該國最重要的作物。
1951年，葡萄牙将圣多美和普林西比改为海外省，设总督直接控制。即不承认圣普是殖民地，而是葡萄牙在海外的直接领土。
1960年，一小群当地人建立了圣多美和普林西比解放委员会，以共产主义者与社会主义者为主体展开对葡萄牙殖民者的独立战争。1961年在加蓬附近建立了基地。1972年圣多美和普林西比解放委员会改名为圣多美和普林西比解放运动。1974年11月，葡萄牙殖民当局同圣多美和普林西比解放运动就独立问题达成协议。1975年7月12日，圣多美和普林西比宣布独立，成立圣多美和普林西比民主共和国。曼努爾·平托·達科斯塔出任首任总统。该国独立后曾长期由解运党一党执政，1990年代以后走向多党制，期间，军人曼努埃爾·阿萊梅達、費爾南多·佩雷拉曾两度发动军事政变推翻民选政府，但最终均以失败告终，此后圣多美普林西比政局稳定，没有再发生过大的动乱。

## 地理

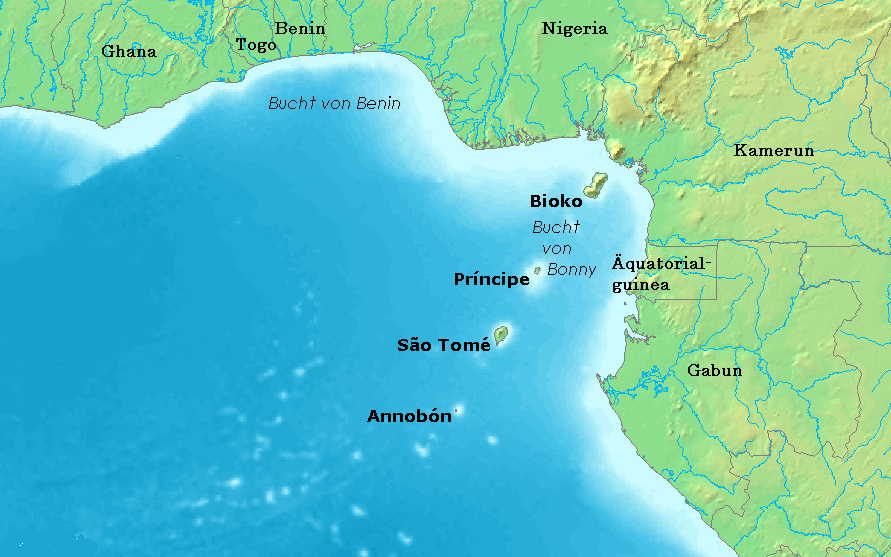
圣多美和普林西比地圖

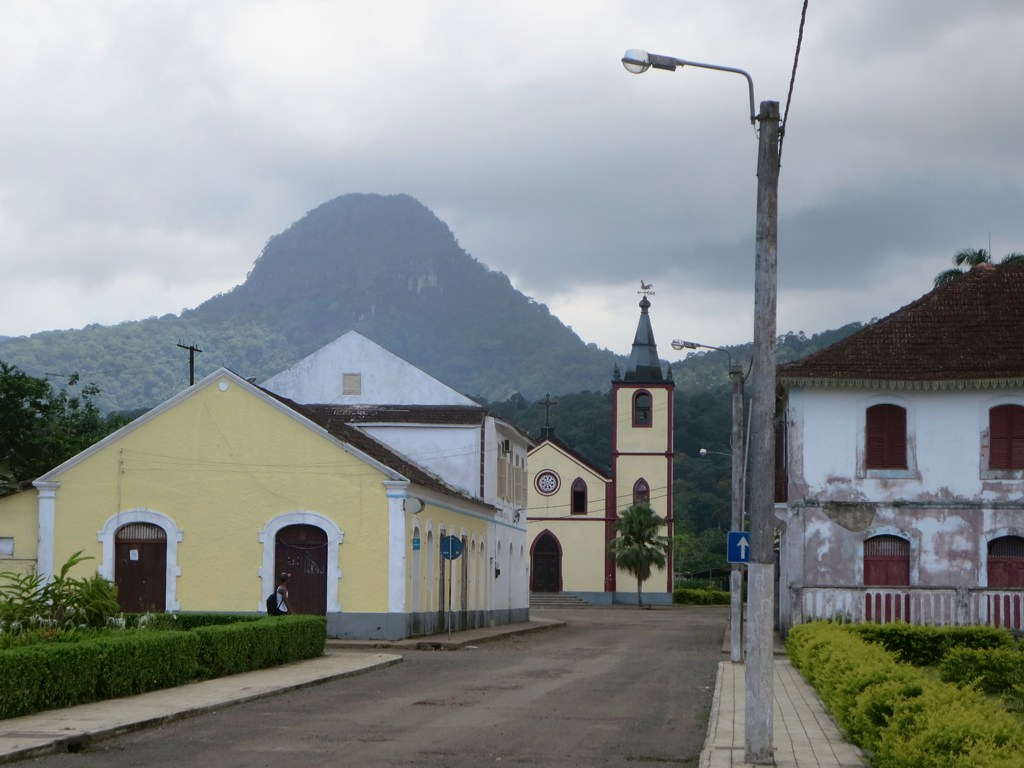
普林西比峰

聖多美和普林西比位於非洲幾內亞灣。聖多美島距離非洲西岸255公里，面积为854平方公里；普林西比島距離非洲西岸220公里，面积为136平方公里，兩島相距146公里，该国领土还包括其他鄰近的附屬島嶼Pedras Tinhosas、Boné de Jóquei、Cabras Isles，以及赤道橫越的斑鳩島等。面積共1001平方公里。是僅次於塞舌尔的非洲第二小的國家，兩个主島都是位于喀麦隆火山链上的火山島，各島上植被茂盛，溪流交錯，也有許多高山，分布着云雾森林。其中聖多美峰为该国最高峰，海拔2024公尺。海拔948公尺的普林西比峰则为普林西比岛的最高峰。另外，南部的大狗山標高663公尺，因火山栓景观而著称，是考埃县的的地標。
该国为热带雨林气候，受到几内亚洋流的影响，终年高温多雨。年降水量1000～3000毫米，两岛西南迎风坡可达5000毫米。

### 生物多樣性

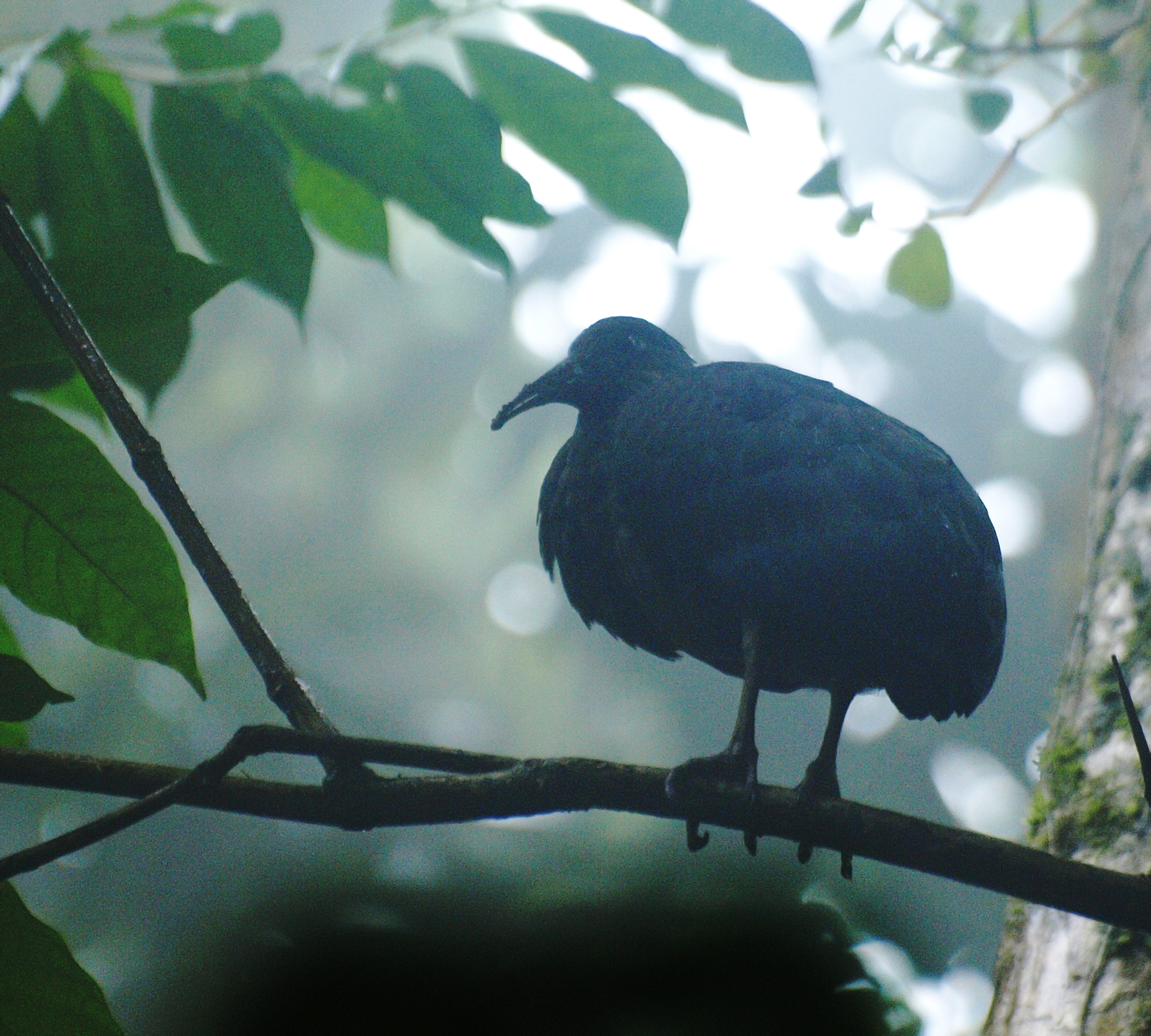
圣多美伯劳

在生物地理學上，圣多美普林西比位于圣多美-普林西比-安诺本森林带上，森林和生物资源较为丰富。2019年，圣多美普林西比的森林景观完整性指数在172國中排名第68。但近年由于破坏性采伐，原始热带雨林覆盖率已下降至28%。
因国土面积狭小，该国的动植物种类不多，但也有诸如聖多美麝鼩、侏橄欖綠䴉、圣多美伯劳、巨花蜜鸟等特有種，但因为入侵物種、棲地的破壞等威脅而逐渐减少。
非洲灰鹦鹉与西紅腳隼广泛栖息在圣多美普林西比，它们出现在聖多美和普林西比國徽上。

## 政治
圣多美和普林西比的现行宪法于2003年1月颁布，其中规定圣普是独立的主权国家，是建立在基本人权基础上的民主法治国家。政教分离、司法独立。
圣多美和普林西比国民议会为一院制议会，共55席，任期為4年。最近一届國會選舉於2018年10月舉行，現任議長Delfim Neves。
聖多美普林西比總統是國家元首及國家武裝部隊總司令，经由直接選舉產生，任期為5年，可連選連任一屆，现任总统为卡洛斯·維拉·諾瓦，2021年当选。共和國總統擁有行政權，並對國民議會負責，内阁成员也由總統任命。而聖多美普林西比總理则是圣多美和普林西比的政府首脑。
相较于大部分非洲大陆国家，圣多美和普林西比政局相对稳定。2020年易卜拉欣非洲治理指数中，圣多美和普林西比位列54个非洲国家的第12位，得分为60.4分，较10年前提高2.8分，為非洲中部国家中最高者。

### 外交

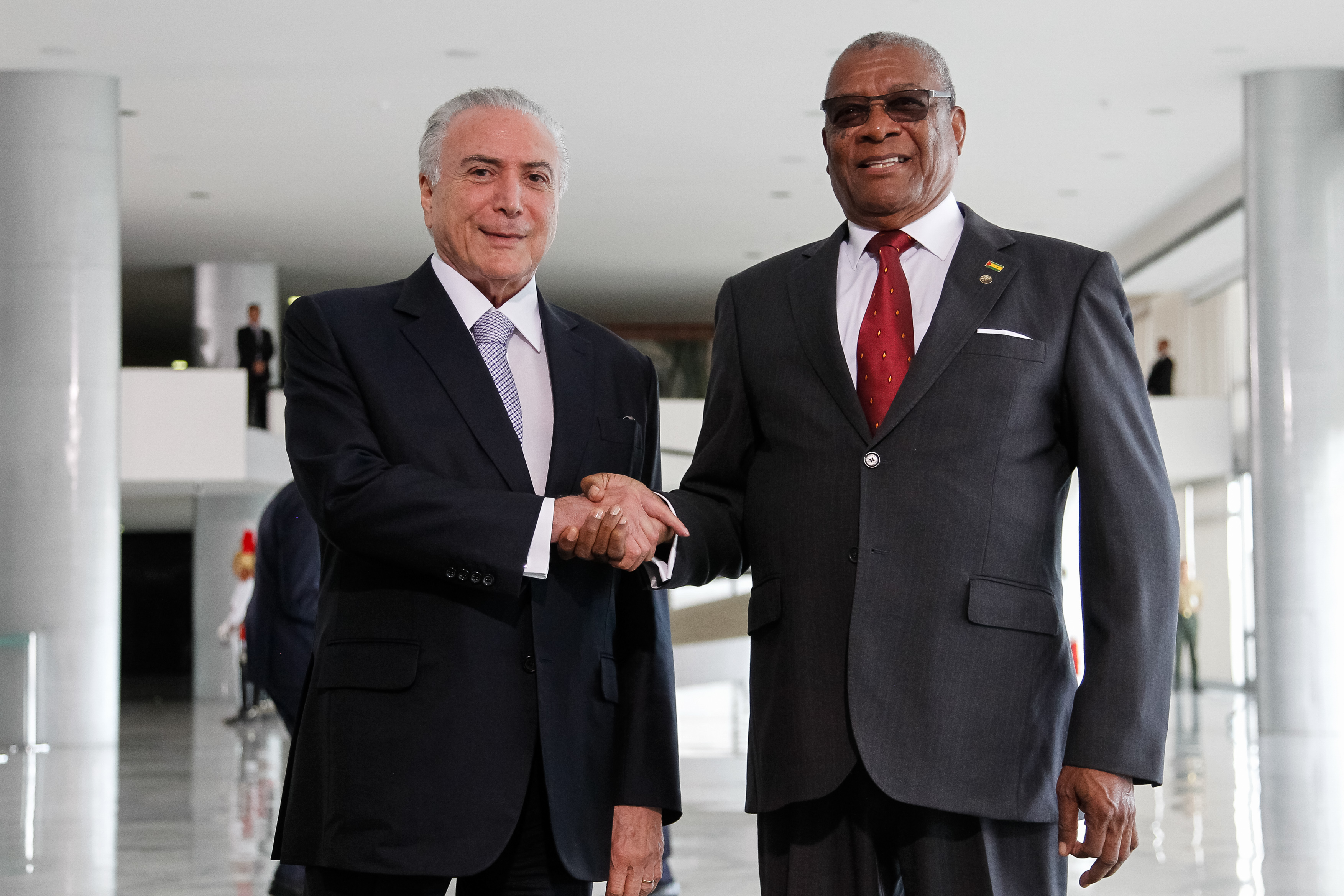
圣多美和普林西比总统埃瓦里斯托·卡瓦略会见巴西总统米歇爾·特梅爾

圣多美和普林西比奉行和平、睦邻友好的对外政策，主张同联合国所有成员国建立、发展友好合作关系以更好地利用国际合作资源为本国的经济发展服务，该国重点发展与周边国家、非洲葡语国家以及主要援助来源国的关系，维护非洲团结并重视区域合作，支持实现非洲一体化，强调各国应该通过对话解决争端，支持建立国际政治、经济新秩序。目前该国为非洲联盟、中非国家经济共同体、葡语国家共同体、法语国家组织成员国。
目前，圣多美和普林西比与葡萄牙、安哥拉关系最为紧密，其中前者为该国最主要的援助来源国及最大贸易伙伴。该国与巴西、美国、法国等大国也拥有良好的关系。
聖多美和普林西比在1975年7月12日与中華人民共和國建交。但在1997年5月因改与中華民國建交而与中华人民共和国断交，圣多美和普林西比直到2016年12月26日才恢复与中华人民共和国的外交关系。

## 行政区划
聖多美普林西比獨立初期，全國劃分為聖多美省與普林西比省2個省與其下轄的6個縣，直到1990採用新憲法後，省的地位被廢除，僅留下縣作為行政區劃。
聖多美普林西比主要由聖多美島和普林西比島所構成。聖多美島設有6個縣，分别是阿瓜格蘭德縣、坎塔加洛縣、考埃縣、倫巴縣、洛巴塔縣、梅索西縣，其中阿瓜格蘭德縣政府驻地圣多美也是该国的首都。普林西比島則自1995年4月29日起，设立普林西比自治区，下設帕蓋縣1個縣，县治位于圣安东尼奥。

## 经济

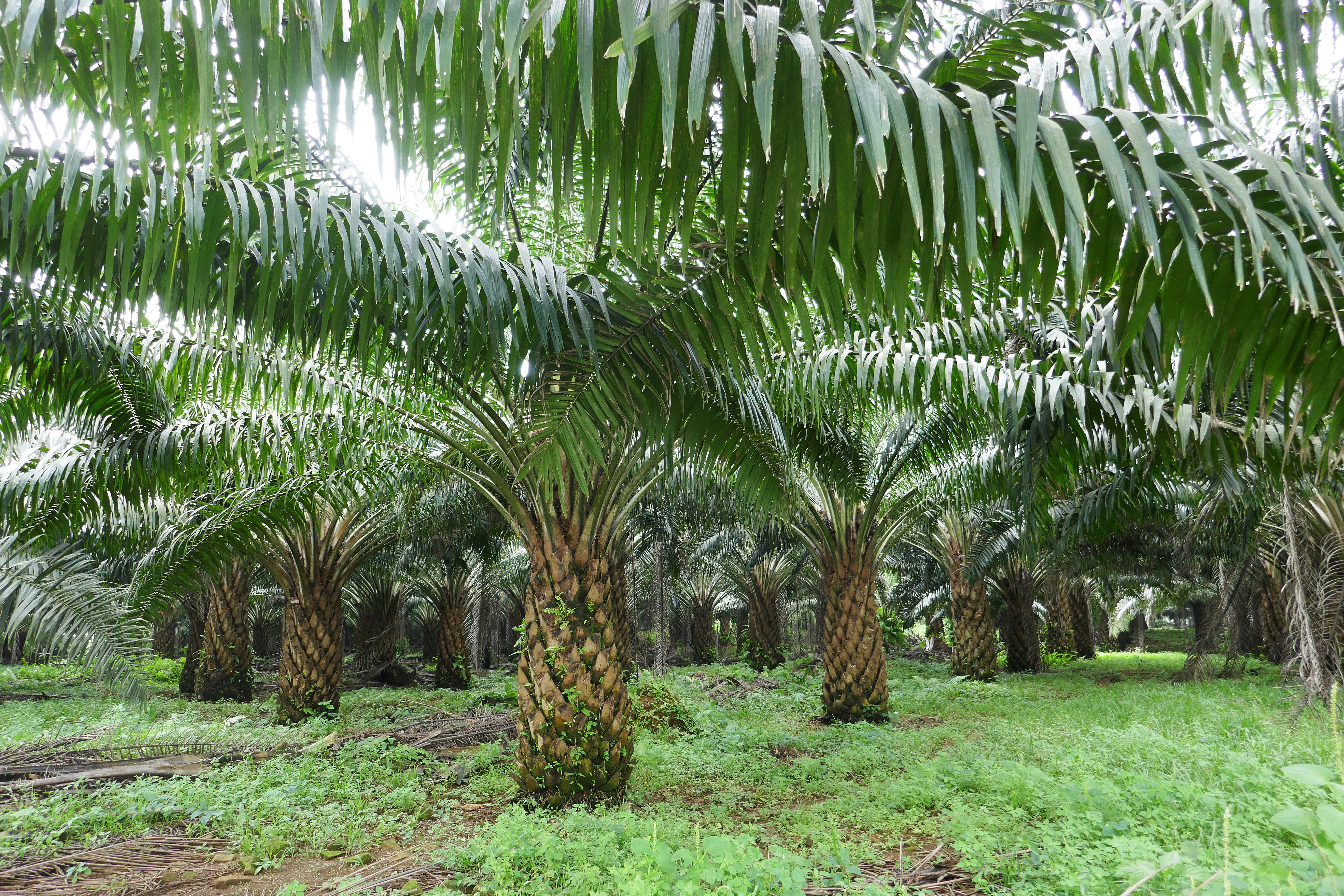
圣多美普林西比种植棕榈的庄园

聖多美普林西比经济水准低下，曾是联合国认定的世界上最不发达国家之一，但已於2024年自最不發達國家除名。以农业为主，全国有51%的人口从事农业生产，可耕地总面积4.8万公顷，其中已耕地面积为3.8万公顷。但粮食不能自给，主产可可，其次是咖啡、椰子，均为该国主要的外销产品。圣多美普林西比工业基础薄弱，国内仅有啤酒厂及砖瓦、饮料、木材加工、制衣、印刷、汽车修理等小型工厂。近年来因幾內亞灣的石油开采，工业有一定的发展。该国主要进口粮食、燃料、工业产品和日用消费品。葡萄牙与安哥拉为该国主要的贸易伙伴。
独特的地理位置及优美的自然景观为该国提供了丰富的旅游资源，但交通不便及基础设施落后一定程度上限制了该国旅游业的发展。
圣多美普林西比也是世界上人均接受外援最多的国家之一，该国90%的发展资金依靠外援。主要援助国家和多边机构包括葡萄牙、法国、美国、德国、日本及非洲开发银行、欧盟、联合国开发计划署和国际货币基金组织等。
该国的法定货币是圣多美和普林西比多布拉，现行的多布拉于2018年发行并沿用至今。2009年，圣多美普林西比与葡萄牙签署联系汇率协议，自2010年1月1日起，多布拉汇率与欧元挂钩。

## 人口

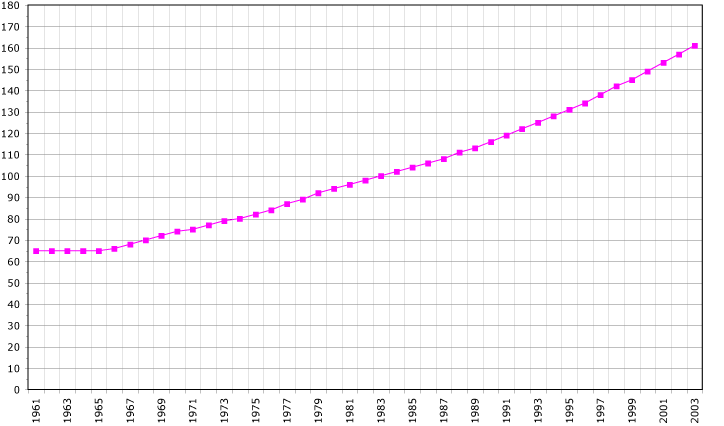
1961至2003年间圣多美普林西比的人口增长图表

2018年，圣多美普林西比总人口数约201,800人，其中193,380人居住在圣多美岛，8,420人居住在普林西比岛。圣多美普林西比本來並沒有居民，現時的居民均为15世纪葡萄牙殖民以后迁入的移民後人，主要为葡非混血人以及来自于非洲大陆其他地区的黑人，也有少量的葡裔及华裔。
葡萄牙语是圣多美普林西比的官方语言，全国有98.4%的人口会讲葡萄牙语，葡萄牙语在圣多美普林西比的變體被称为圣多美和普林西比葡萄牙语。除此之外，圣多美克里奥尔语、普林西比克里奥尔语、安哥拉克里奥尔语等方言也在民间广泛使用。而英語与法語则是该国主要的外语。

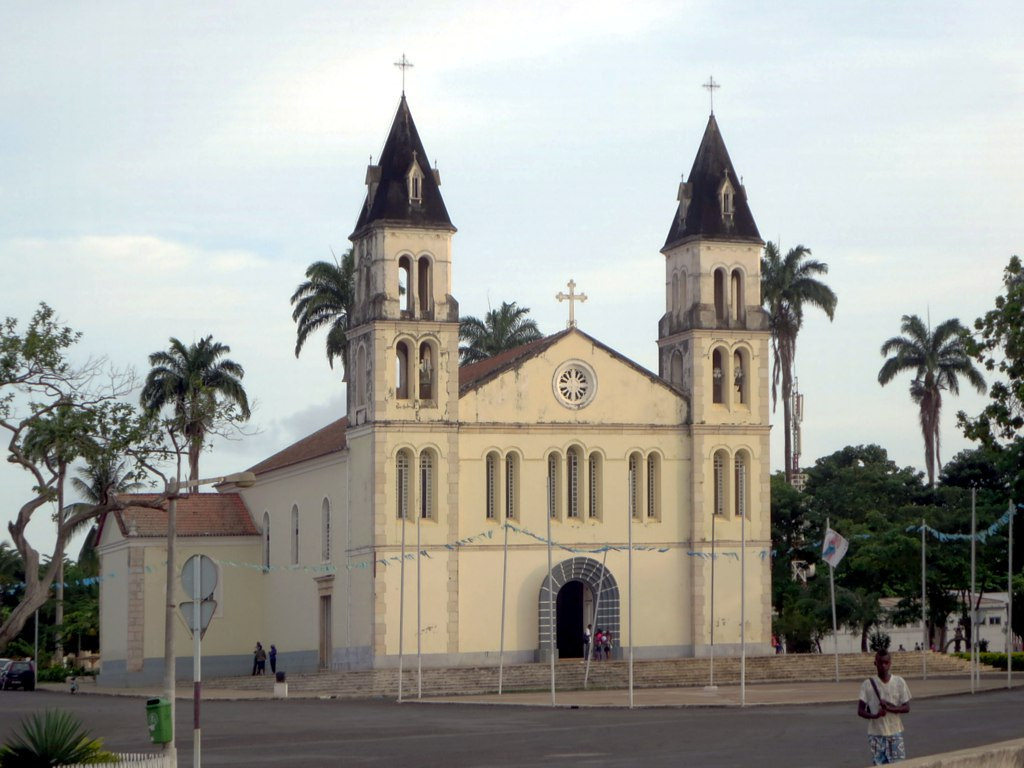
天主教聖多美普林西比教區的主教座堂圣母玛利亚主教座堂

罗马天主教是圣多美普林西比最主要的宗教，2015年统计有57.4%的人口信仰罗马天主教，该国属于圣座直辖的天主教聖多美普林西比教區。此外，该国也有少量信仰新教与伊斯兰教的人口。

## 教育

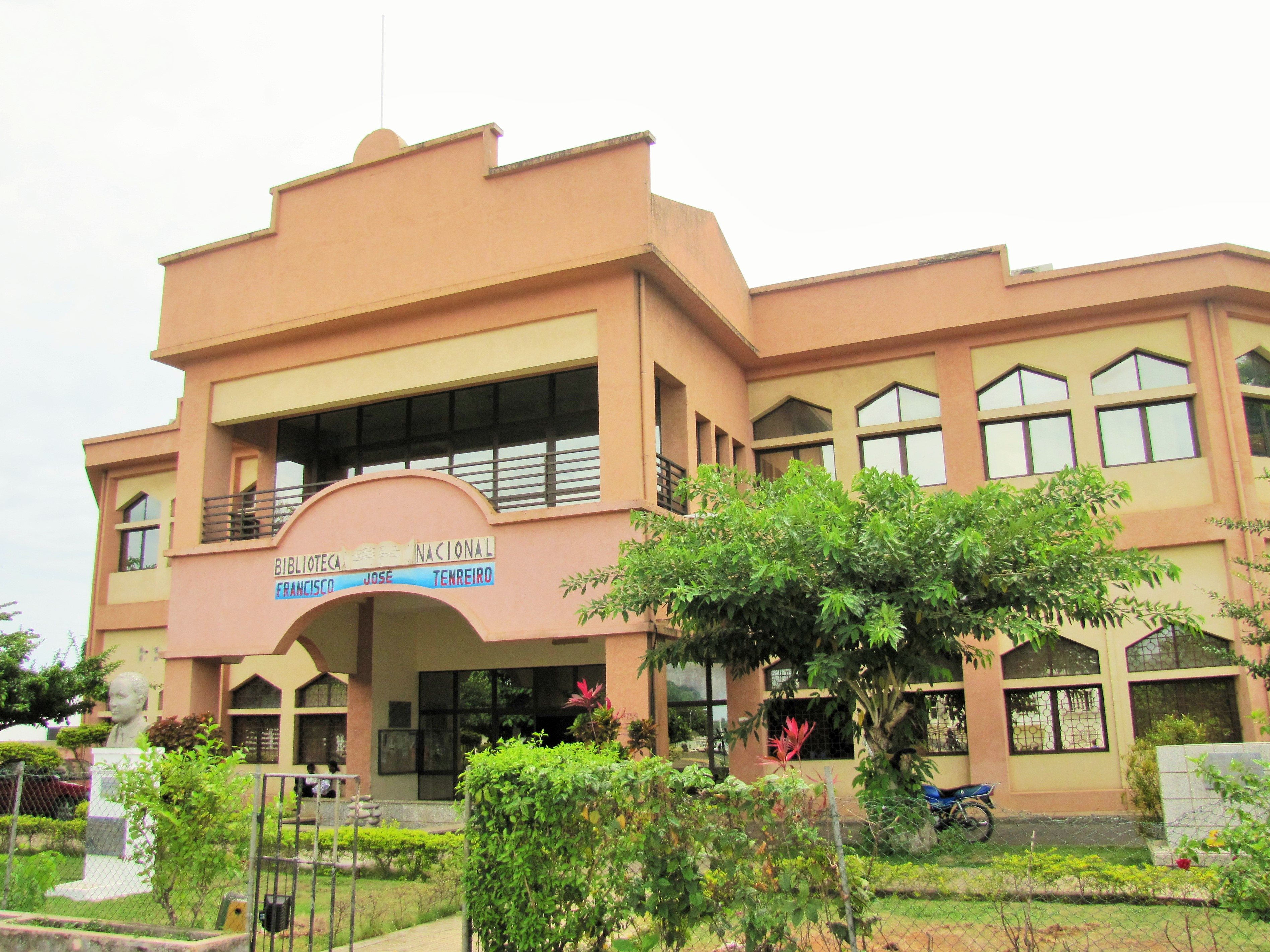
聖多美和普林西比國家圖書館

聖多美和普林西比的義務教育原為四年，2004年2月，该国政府对教育体制进行改革，小学义务教育由4年改为6年。但教育系統缺乏教室，教師不足，且沒有充分培訓，教科書和教材不足，教育規劃和管理不善，缺乏社區參與學校管理。學校系統的國內經費不足，使系統高度依賴外國融資。近年来政府开始注重师资培训，并聘请外国教师执教。此外，国家每年还选派留学生到国外深造。2018年，该国初、高中入学率分别达到68%和32%。识字率达到91.1%，至2021年，全国有图书馆6个，藏书1.4万册；档案馆和博物馆各1个。聖多美普林西比國家圖書館为该国最主要的图书馆。
国家中学为圣多美普林西比的主要高级中学，圣多美和普林西比大学及葡萄牙卢斯埃达大学的分校为该国唯二的大学，均位于圣多美岛上。

## 交通

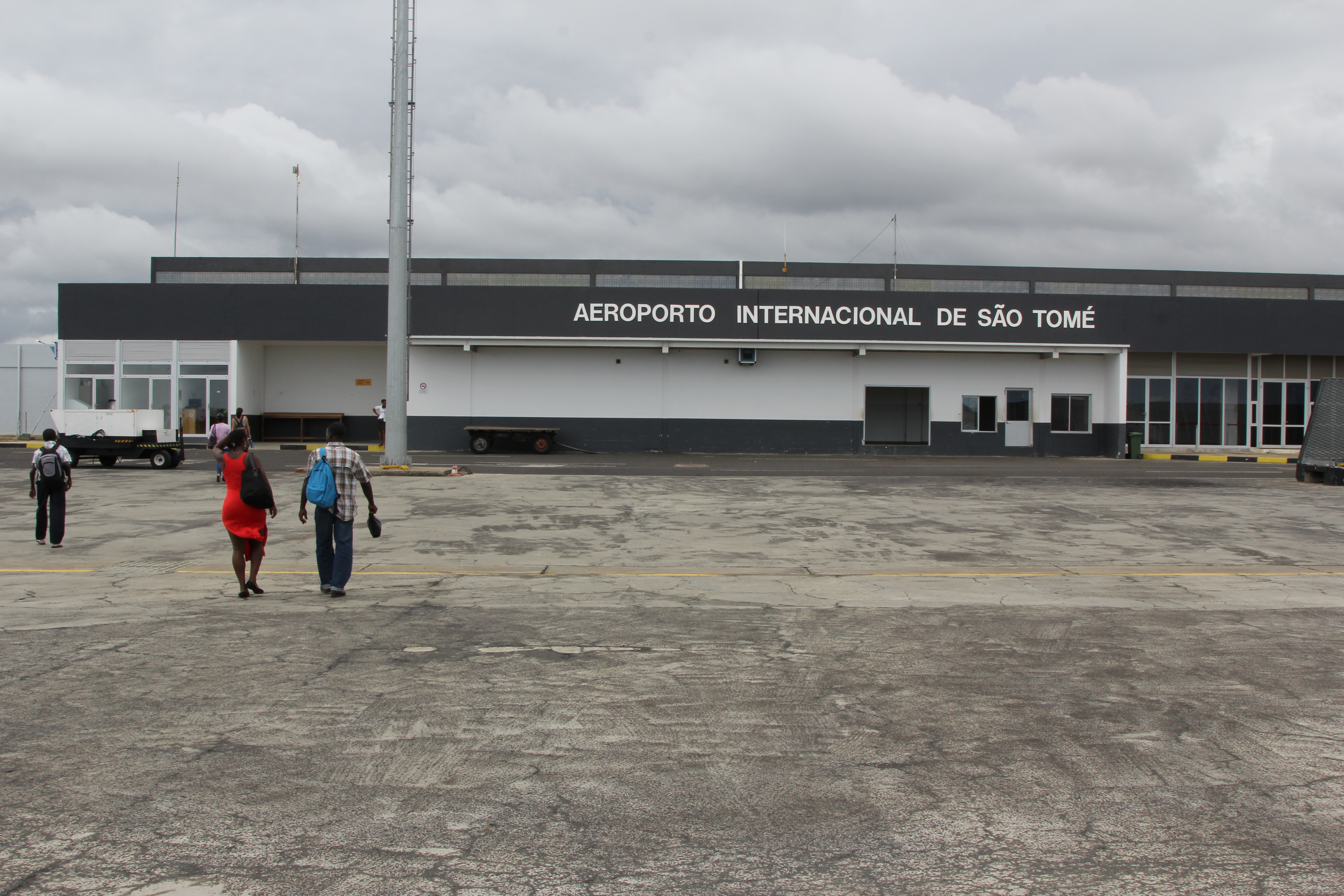
國際機場

圣多美普林西比为位於中非西部的幾內亞灣的海岛国家，对外交通仰赖海运与空运，国内交通则主要仰赖有限的海岛公路。截至2019年1月，圣多美和普林西比有公路380公里，其中250公里为柏油路。主要公路分布在圣多美岛。海运上，位于安娜查韦斯湾的圣多美港拥有码头，是该国最主要的海港，该港有通往利伯维尔、罗安达、里斯本、安特卫普等港口的海上航线，航线主要由葡萄牙、荷兰的船运公司经营。
聖多美國際機場是聖多美普林西比唯一的国际机场，该国际机场有定期航班来往于葡萄牙、安哥拉、佛得角、加蓬、加纳等国家以及本国的普林西比機場。该国际机场同时也是聖多美和普林西比航空的总部所在地。但因飞行器安全问题，圣多美各航空公司均被禁止進入歐盟成員國领空。